# Beaumont-sur-Oise
Beaumont-sur-Oise é uma comuna francesa situada no departamento de Val-d'Oise, região da Ilha de França. Seus habitantes são chamados Beaumontois. Ela forma com os cinco comunas vizinhas, na unidade urbana de Persan - Beaumont-sur-Oise.
Fundada na época de Júlio César, ela tem um importante patrimônio arqueológico, revelado principalmente por uma vasta campanha de escavações (1989-1999). Ela faz parte das aglomerações mais escavadas do Norte da França.

## Geografia

### Comunas limítrofes

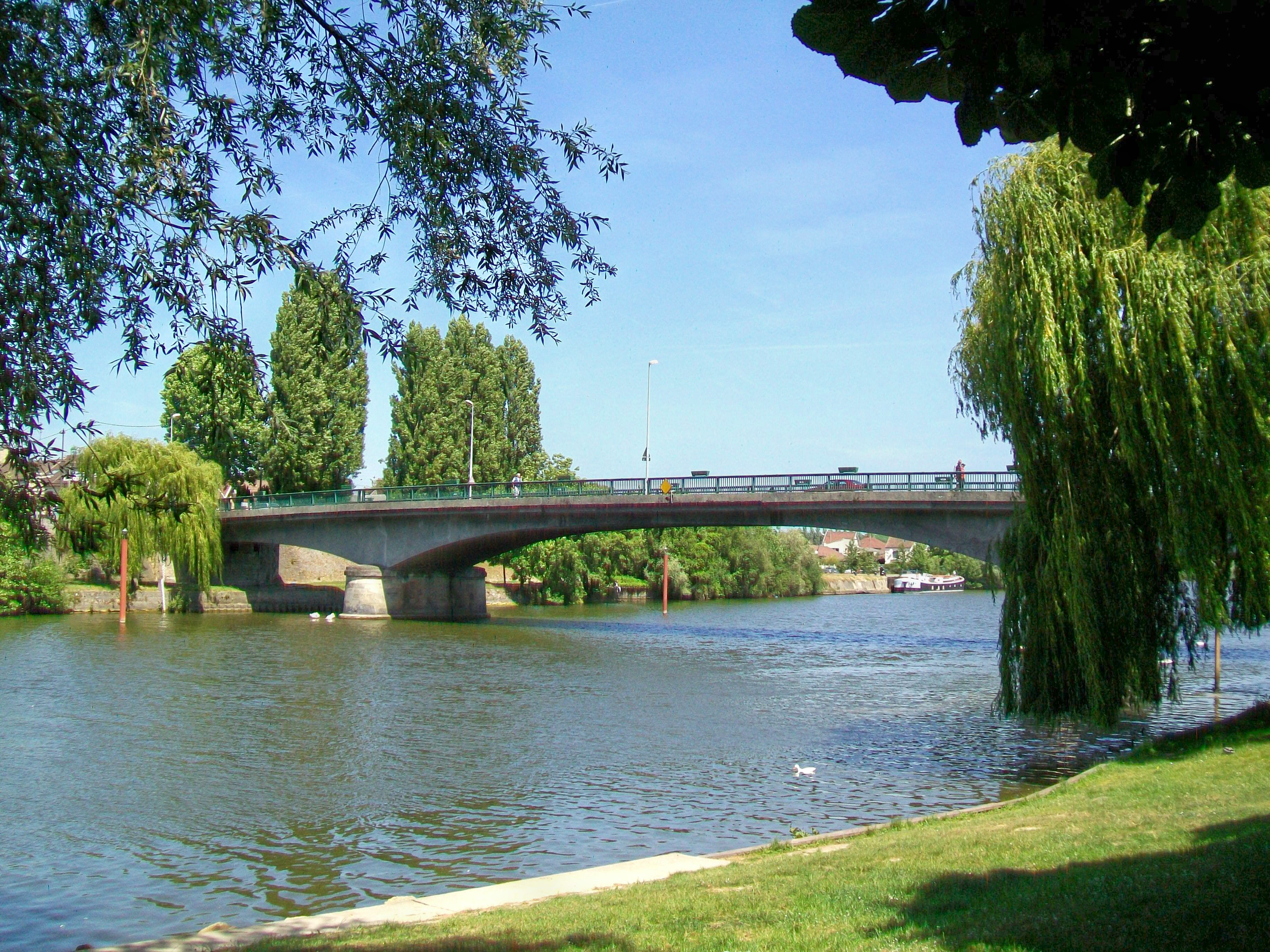
Ponte do Oise

Beaumont tem sete comunas vizinhas. Com Persan e Chambly, a comuna forma o centro de uma unidade urbana no sentido do INSEE, reunindo seis comunas no total. Beaumont e Persan são separadas apenas pelo Oise, e a estação para Beaumont se situa em Persan, a 1,1 km de centro da cidade de Beaumont. Além de Persan, outras duas comunas vizinhas estão localizadas na margem direita do Oise, Bernes-sur-Oise e Bruyères-sur-Oise. Os territórios de Mours e de Nointel chegam na frente dos primeiros edifícios de Beaumont. Pelo jeito, sua estação, a de Nointel-Mours, está muito mais próxima do que a de Persan para os bairros do sudoeste de Beaumont. Quanto a Saint-Martin-du Tertre, este conjunto está localizado no outro lado da floresta de Carnelle, no sul, mas com uma estreita faixa de terra, Beaumont faz incursão na floresta e atinge o seu ponto mais alto a 210 m acima do nível do mar.

### Transportes
Beaumont não tem uma estação de trem em seu território, mas é servida pela estação de Persan - Beaumont a uma curta distância do centro da cidade, a 1,1 km. Aqui, duas linhas ferroviárias se cruzam. A primeira é a linha de Paris-Nord a Le Tréport-Mers para Beauvais, onde a oferta consiste do TER Picardie sem paradas entre Paris e Persan-Beaumont, depois semi-diretos ou omnibus até Beauvais, bem como os trens Transilien Paris-Nord - Persan-Beaumont. Estes trens da linha H do Transilien são semi-diretos no horário de ponta, e omnibus o resto do tempo. Eles passam 44 min e 48 min para toda a viagem, enquanto que o TER demorar cerca de 30 min. No entanto, os Transilien circulam a cada 30 minutos (com alguns reforços no horário de ponta), e os TER apenas a cada 60 min. A notar a existência de TER suplementares de horário de ponta, que são sem paradas entre Paris e Chambly. A segunda linha que serve a área metropolitana é a linha de Pontoise a Creil, servida unicamente por trens de passageiros assegurando o funcionamento de um serviço de proximidade, nomeadamente para L'Isle-Adam - Parmain, Boran-sur-Oise e Précy-sur-Oise. Esta oferta é complementada por uma nova linha expressa Mobilien CIF 2 100 (3) com destino a Roissypôle por Asnières-sur-Oise, Viarmes e Luzarches, funcionando todos os dias do ano e utilizáveis com um único ticket t+.

## Toponímia
O nome da cidade é atestada sob a forma latinizadas Bellimontis em 1110, Bellus mons em 1170, Bellus super Ysaram em 1261.
É uma formação medieval com o significado aparente "belo monte". Nenhuma Beaumont, Belmont é atestada antes do século X, que indica o caráter tardio destas formações toponímicas. As Grandes Chroniques de France citam o local sob o nome de Biaumont seur Oise, que representa uma evolução regular do francês antigo do século XIII.

## História

### Época pré-histórica
Sílex talhados, dos quais três ferramentas, foram descobertos durante escavações na cidade. Apesar de raro, esse material atesta a ocupação do sítio desde a época paleolítica. O Paleolítico superior é muito pouco conhecido em Val-d'Oise, o diagnóstico realizado é portador de informações particularmente interessantes durante este período.

### A cidade baixa antiga
Beaumont-sur-Oise, foi o ponto de conjunção das tribos gaulesas dos Belovacos cujo território sobrepunha o Oise, os Veliocasses no território do Vexin e os Parísios na planície de França. Um oppidum gaulês mantido provavelmente no vau, ponto de passagem obrigatório do rio Oise. Júlio César deu investida na região em 57 a.C. Após a conquista, o povoamento se organizou de acordo com as estradas romanas. Assim, o sítio já era um centro urbano e uma encruzilhada estratégica no século I a.C., no eixo Paris (Lutécia) - Beauvais (Caesaromagus), o ponto de travessia do Oise.
No final do Império Romano, a cidade antiga se estendeu no fundo do vale (atualmente na proximidade do liceu e do cemitério). As escavações arqueológicas revelaram uma maneira antiga, das ilhas de habitação (insulae), construídas sobre cave, poços e fossas, fornos de oleiros (produção intensiva de cerâmica é atestada no sítio), um anfiteatro galo-romano, as termas, o cemitério ou ainda o fórum. Sem dúvida, a cidade possuía também uma porta (uma âncora fluvial no século III foi descoberta). Beaumont-sur-Oise foi então organizada de acordo com o modelo romano clássico, organizada de todas os as peças de acordo com uma malha ortogonal rígida.
O esporão que domina o Oise estava organizado de maneira espetacular: um muro galo-romano escalava a escarpa rochosa e protegia um pequeno castrum construído sobre a borda do planalto.
Depois de muitas vicissitudes, a cidade galo-romana foi arrasada no século III e deu lugar a uma vila de madeira e de palha de oleiros merovíngios. Escavações permitiram descobrir e inventário de muitos sarcófagos no cemitério ligados a esta cidade.

### A cidade medieval

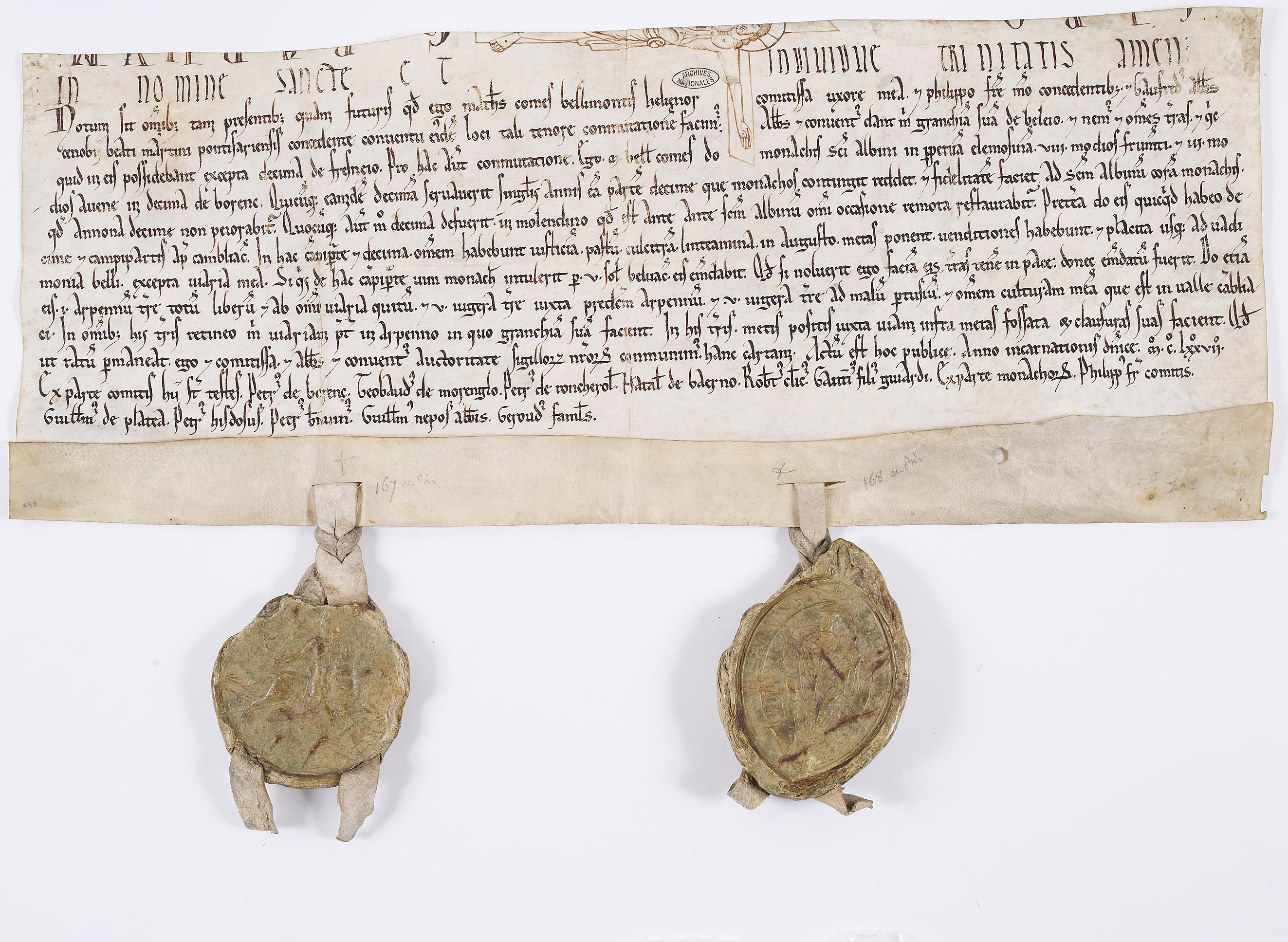
Matthieu III, conde de Beaumont-sur-Oise e sua esposa Eléonore de Vermandois, trocaram terras com a abadia de Saint-Martin de Pontoise. Com as terras trocadas são concedidos aos monges a justiça, o pasto ("pastum"), as colchas ("culcitram"), e as lençóis ("linteamina"), isto é, o direito de oferecer de graça, ao dia fixado pelo costume, de jantar e de dormir em uma cama coberta com colchão e roupas de cama. Arquivos Nacionais da França.

Depois de alguns séculos de abandono, esta plataforma foi escolhida no início do século X como o local de implantação dos cânones de São Leonor. Uma colegiada carolíngia é construído, protegida a sul por uma grande mota senhorial, sem dúvida, preso em uma masmorra da madeira. É provável que a ponte de Beaumont-sur-Oise foi inicialmente construída pelos monges St Léonor neste momento. O conde Mathieu I lhes concedeu, em seguida, em compensação, uma renda perpétua de 100 sols parisis e dez quilos de sal. Esta plataforma pode ficar até quatro usinas
A igreja foi anexada à ordem de Cluny, em seguida, ele se torna um convento onde se instalam os monges de Saint-Martin-des-Champs.
No final do século XI ou no início do século XII, a torre dá lugar a um enorme calabouço românico de pedra retangular (37 metros de altura).
Jean de Beaumont, o último conde de Beaumont, foi à esquerda do rei da França, Filipe Augusto em 1214 na batalha de Bouvines. Morto sem posteridade em 1223, o condado se juntou ao apanágio dos reis da França e foi transmitido de século a século aos membros da família real dos quais o mais conhecido é sem dúvida Carlos I de Orleans.
O início do século XIII: Em 1226, Luís IX, futuro São Luís, tornou-se conde de Beaumont, residiu no castelo e construiu a abadia de Royaumont. Em Beaumont-sur-Oise, ele construiu uma muralha monumental no lugar do muro galo-romano, ladeado por torres circulares, assim como de uma ponte levadiça ao oeste.
Esta praça-forte real esteve na vanguarda do Pays de France durante as Guerra dos Cem Anos e foi ocupada pelos ingleses até 1440. Assim, durante o século XIV e o século XV, o castelo sofreu muitas agressões, muitas destruições e reconstruções: guerra dos Cem Anos, cerco dos Ingleses, dos Franceses, dos Borguinhões e dos Armagnacs. No século XVI, a cidade foi um dos locais das guerras de Religião em toda a região. O castelo e a vila foram assediados em 1590 durante o cerco de Paris.

### Depois do século XVIII
No século XVIII, o condado foi vendido para François-Louis de Bourbon, príncipe de Conti. O conde de Provença, futuro Luís XVIII, foi o último senhor.
No século XIX, Persan, a comuna vizinha, conheceu um crescimento importante graças à chegada da ferrovia e ao crescimento da sua atividade industrial. Durante o século XIX, Beaumont-sur-Oise que vê a sua influência declinar, era uma cidade de pequenos artesãos, de comerciantes, de operários e da pequena burguesia, a maioria aberta às ideias novas, como atestado pelas diferentes comunas, que se sucederam à cabeça da comunidade. Novos bairros residenciais foram implantados para responder ao crescimento demográfico da cidade. Esta expansão está em parte ligada com o crescimento econômico de Persan. Émile Zola descobriu a cidade de Beaumont e nela situou a ação de seu romance O Sonho.
A ponte de Beaumont-sur-Oise, por muito tempo único ponto de passagem de uma margem para a outra, foi destruída três vezes pelo exército francês para impedir a passagem dos invasores alemães. Numerosos bombardeios deixaram alguns bairros da cidade em ruínas que obrigaram as municipalidades da segunda metade do século XX a reconstruir parte da cidade.

## Cultura e patrimônio

### Lugares e monumentos

#### Monumentos Históricos

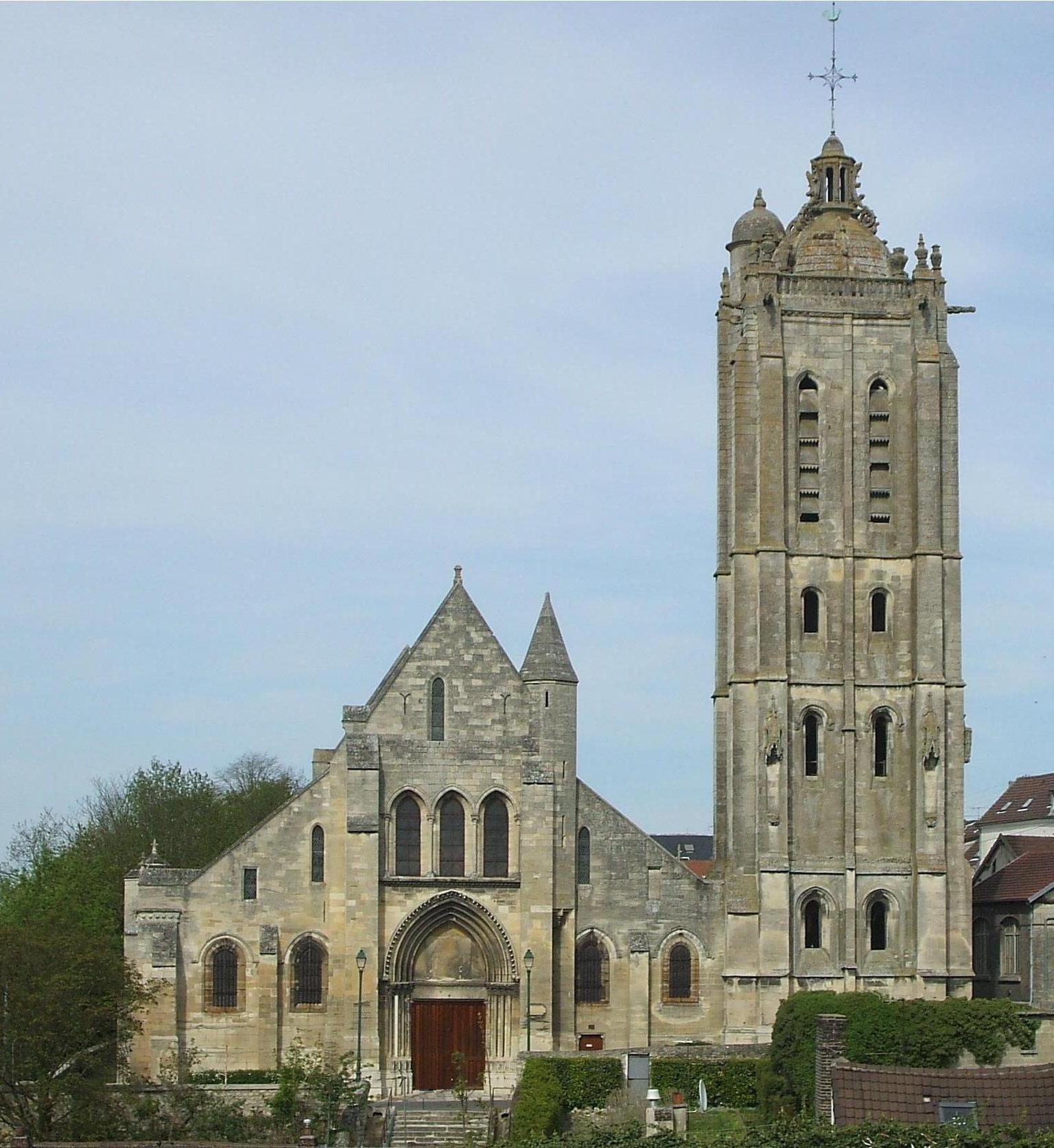
A igreja Saint-Laurent.
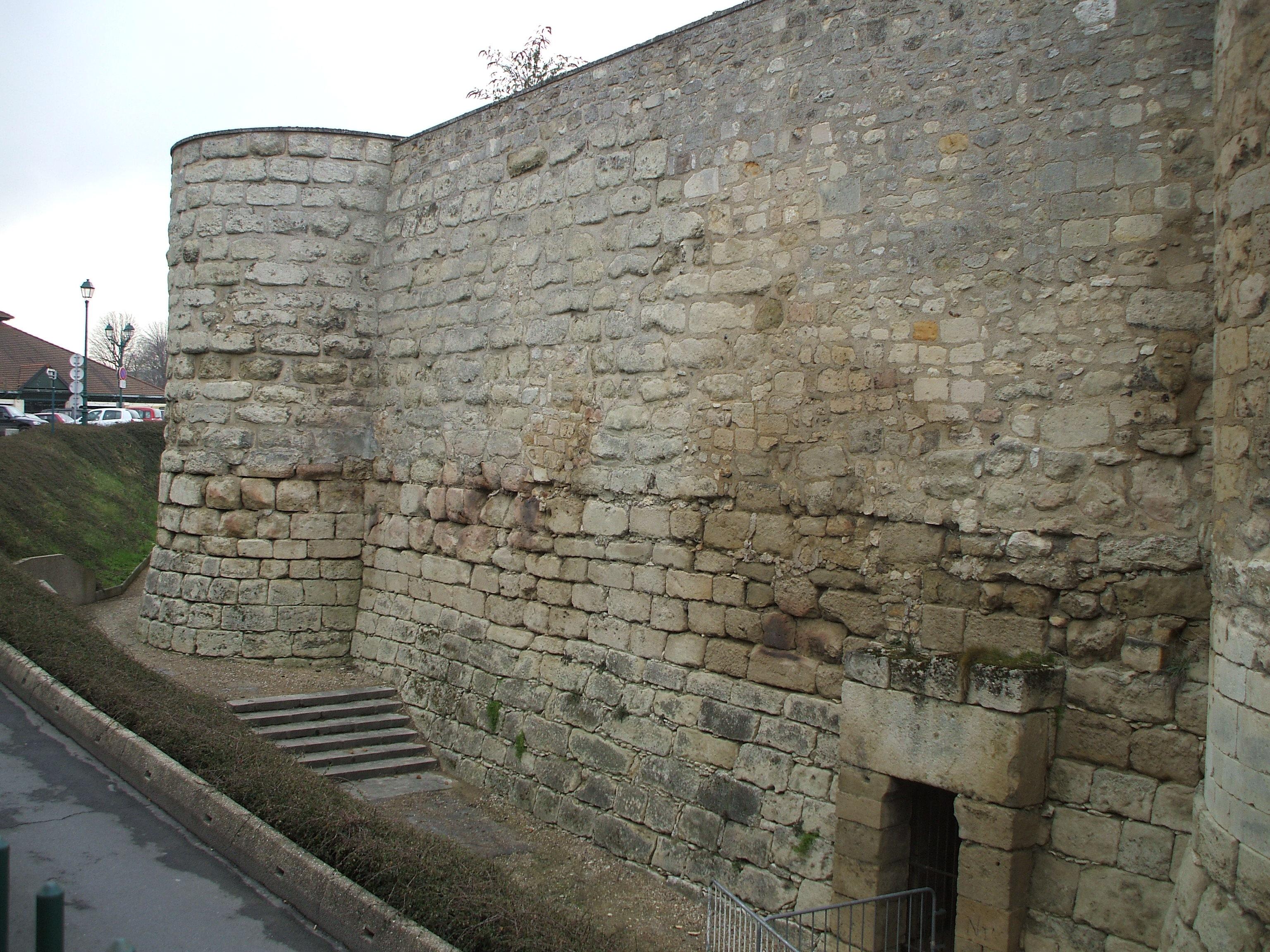
Muralha do castelo, impasse de l'Esplanade.
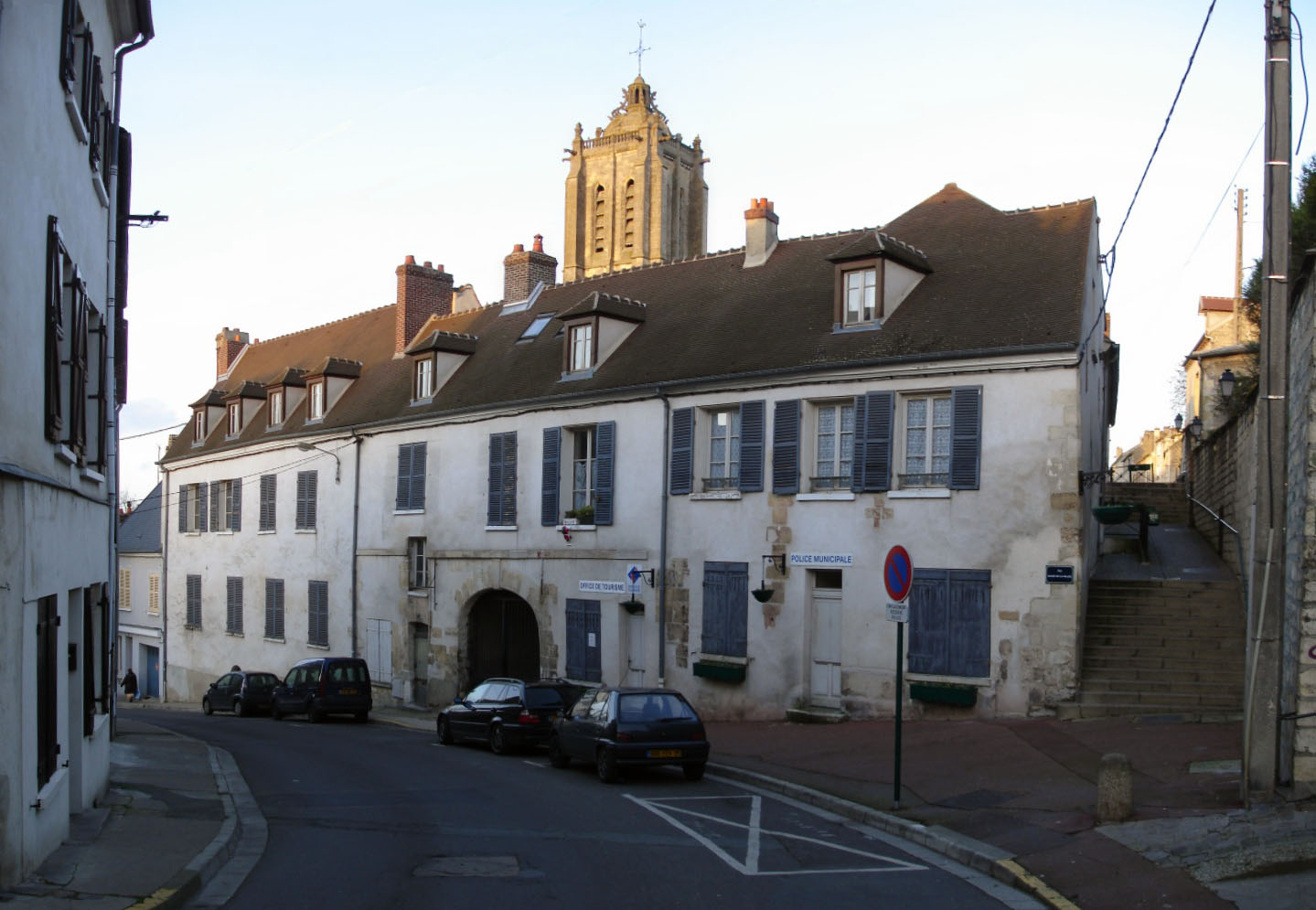
O antigo hôtel du Croissant, rue Basse de la Vallée.
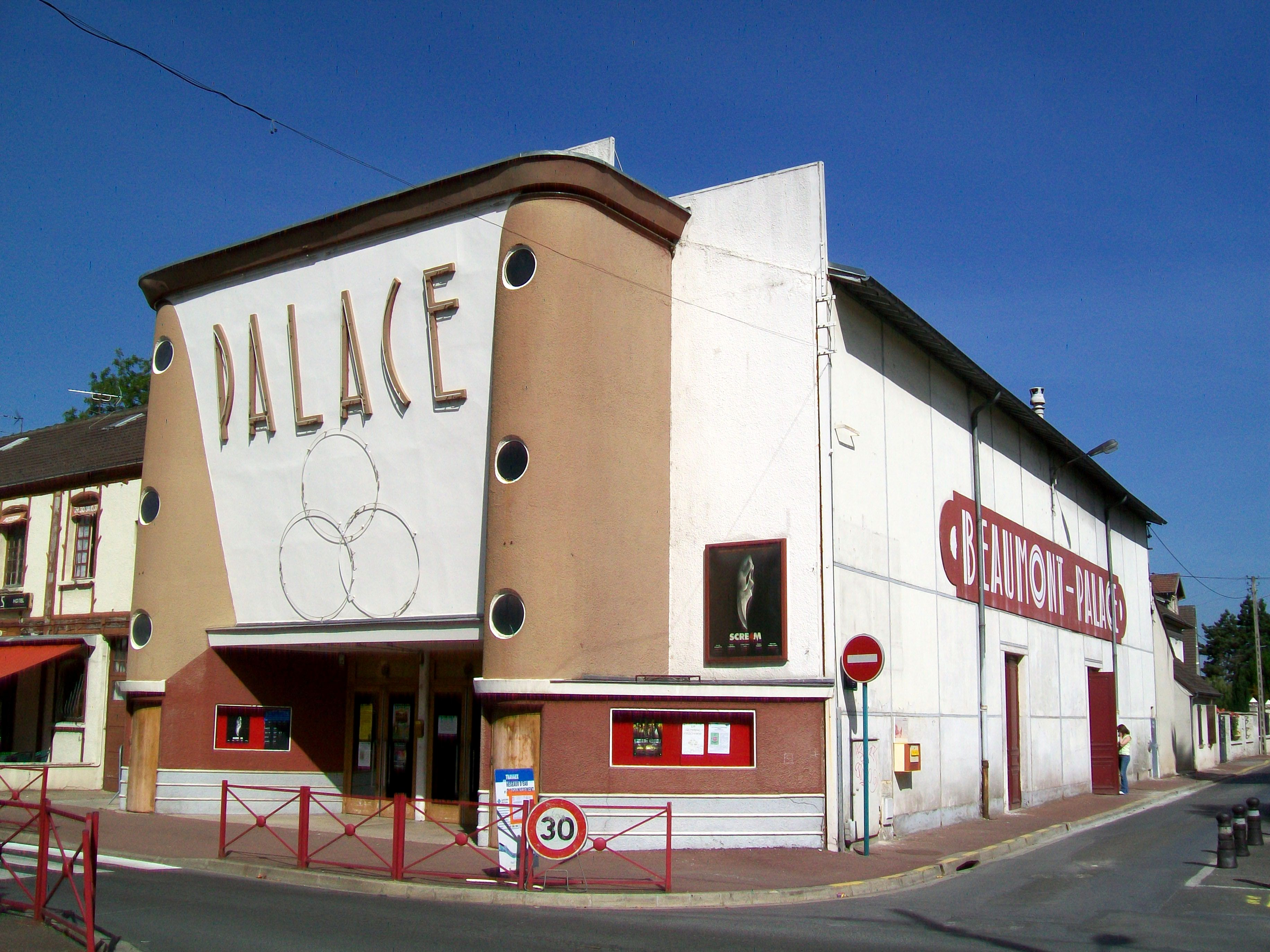
O cinema Beaumont-Palace, rue de Paris.

Beaumont-sur-Oise tem quatro monumentos históricos em seu território.
- A igreja Saint-Laurent (classificada monumento histórico pela lista de 1862[14]) data do século XII mas foi mais vezes reformada. Nela se localiza um relicário que conteria as relíquias de são Lourenço.
- O antigo castelo feudal de Beaumont-sur-Oise (classificado monumento histórico depois de 21 de junho de 1999[15]) é um dos mais importantes do vale do Oise.
- O hôtel du Croissant au 2, rue Basse-de-la-Vallée (inscrito monumento histórico depois de 21 de dezembro 1984[16]) é um antigo relé postal na estrada de Paris a Beauvais.
- O cinema "Le Palace", rue de Paris (inscrito monumento histórico depois de 21 de setembro de 1990[17]).

#### Outros elementos do patrimônio

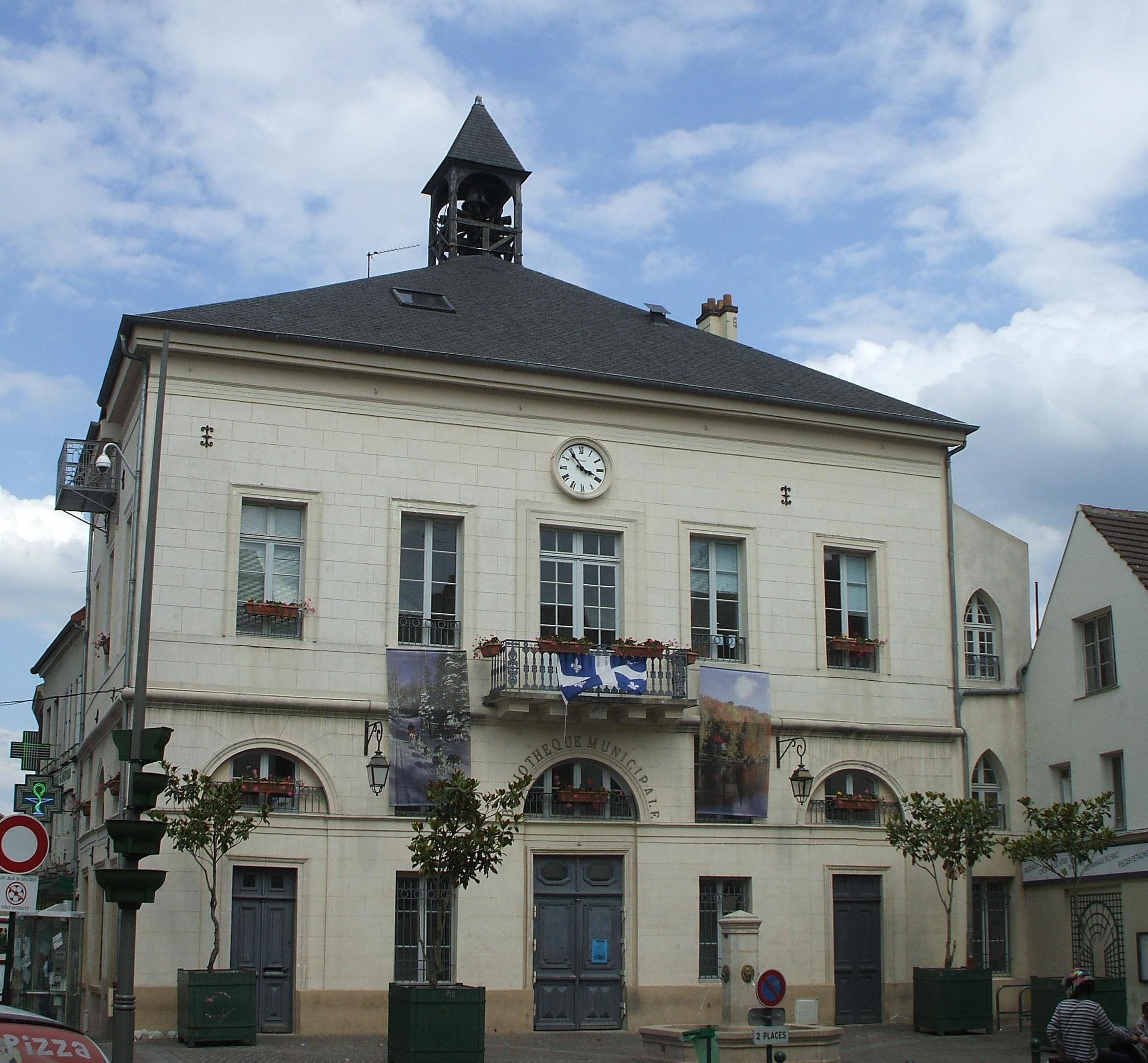
A biblioteca, na antiga prefeitura, place Gabriel-Péri.
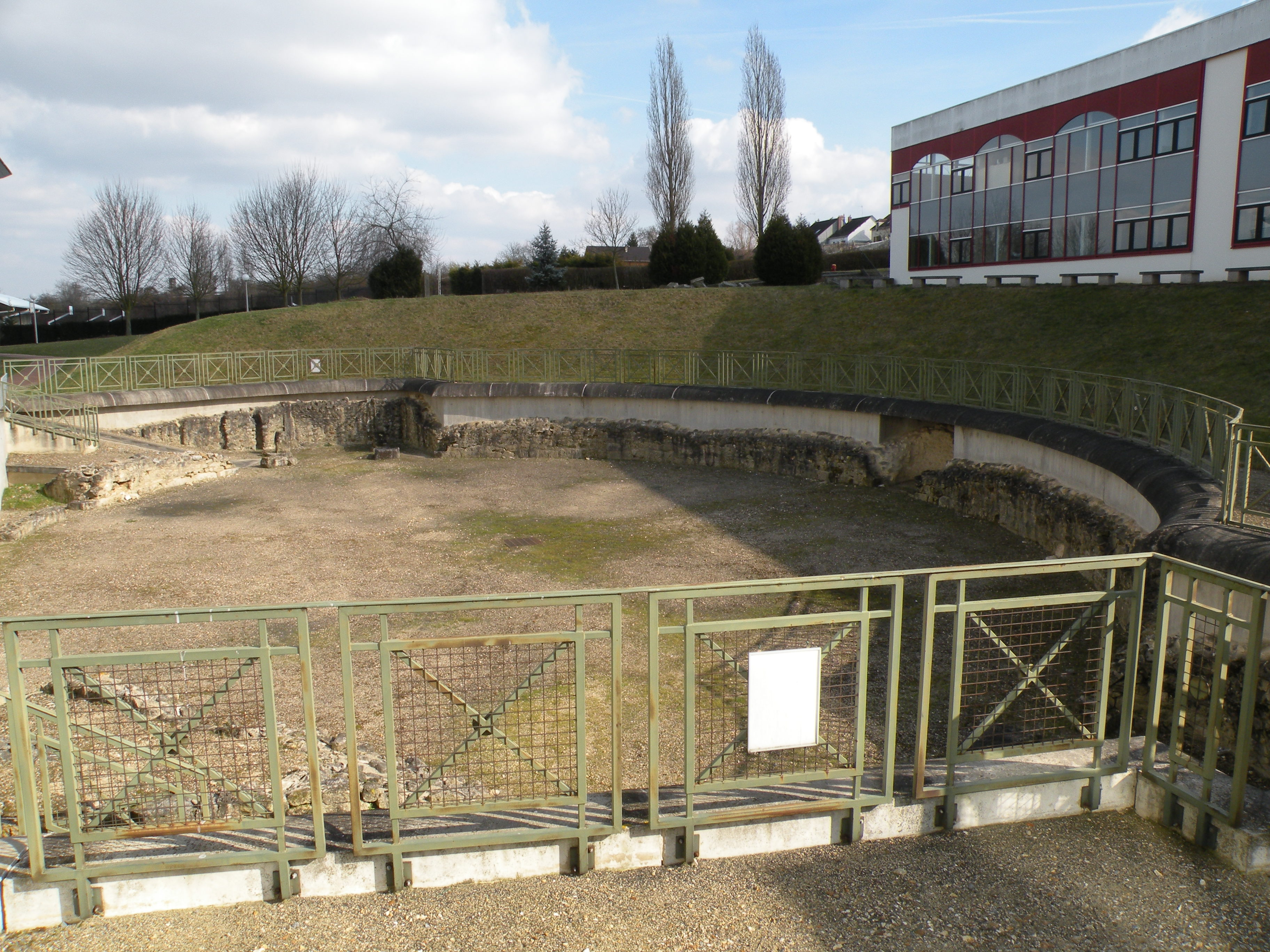
Centro hospitalar intercomunal, antigo hospital Saint-Paul, rue Hadancourt.
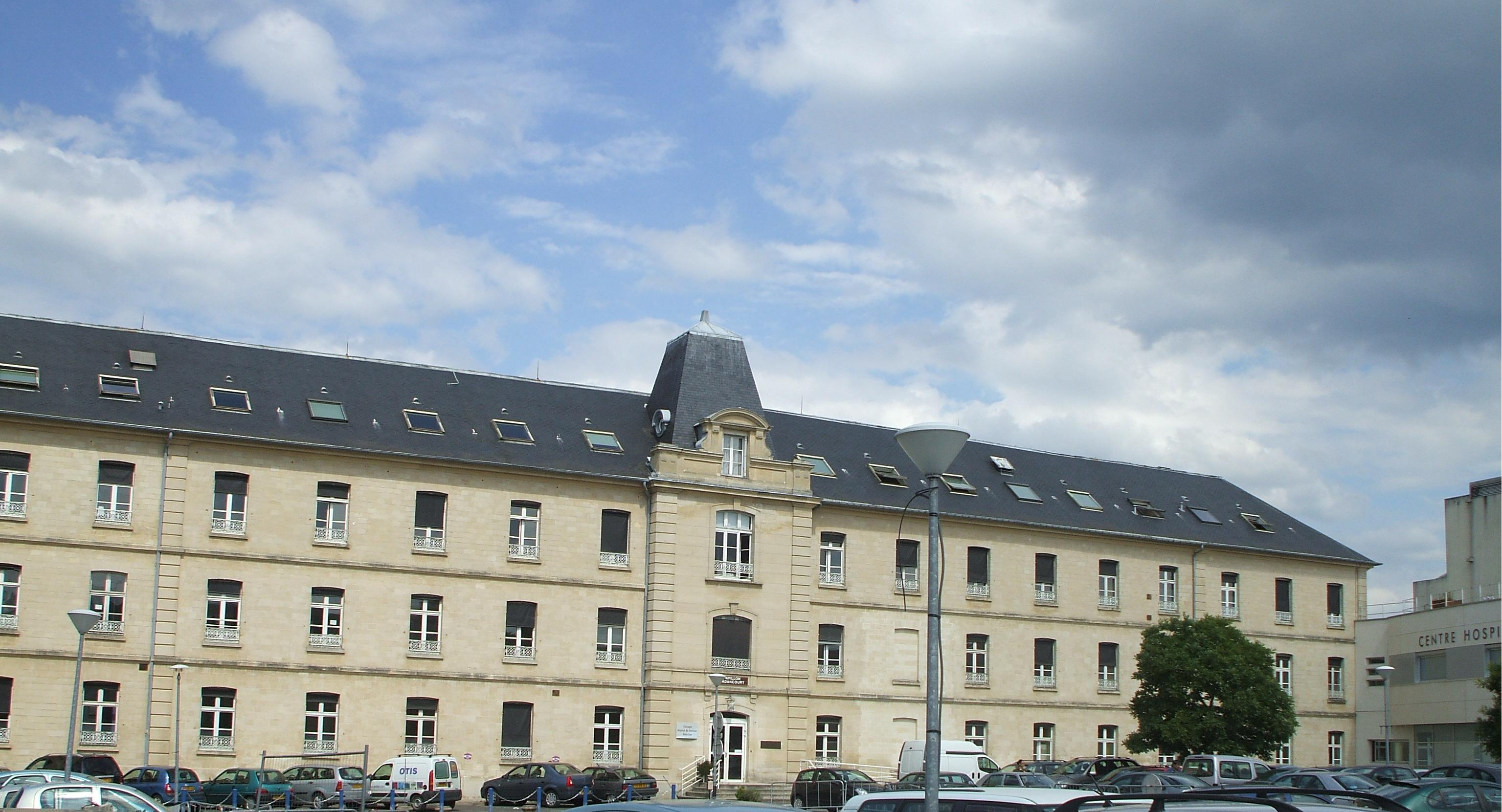
O menir na saída da cidade em direção à floresta de Carnelle, rue Roussel.
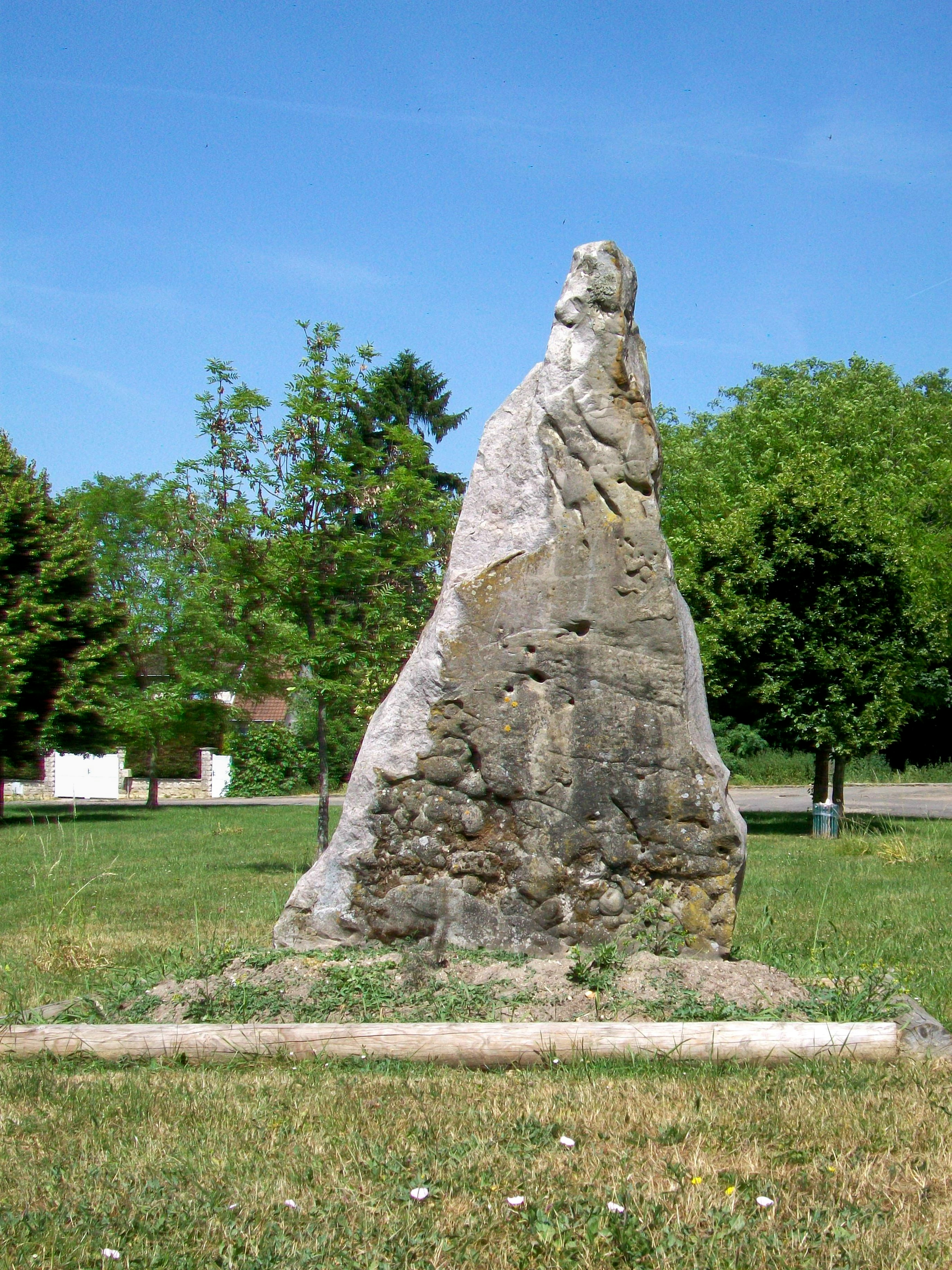
O monumento aos mortos das duas guerras mundiais, place Guy-Môquet.
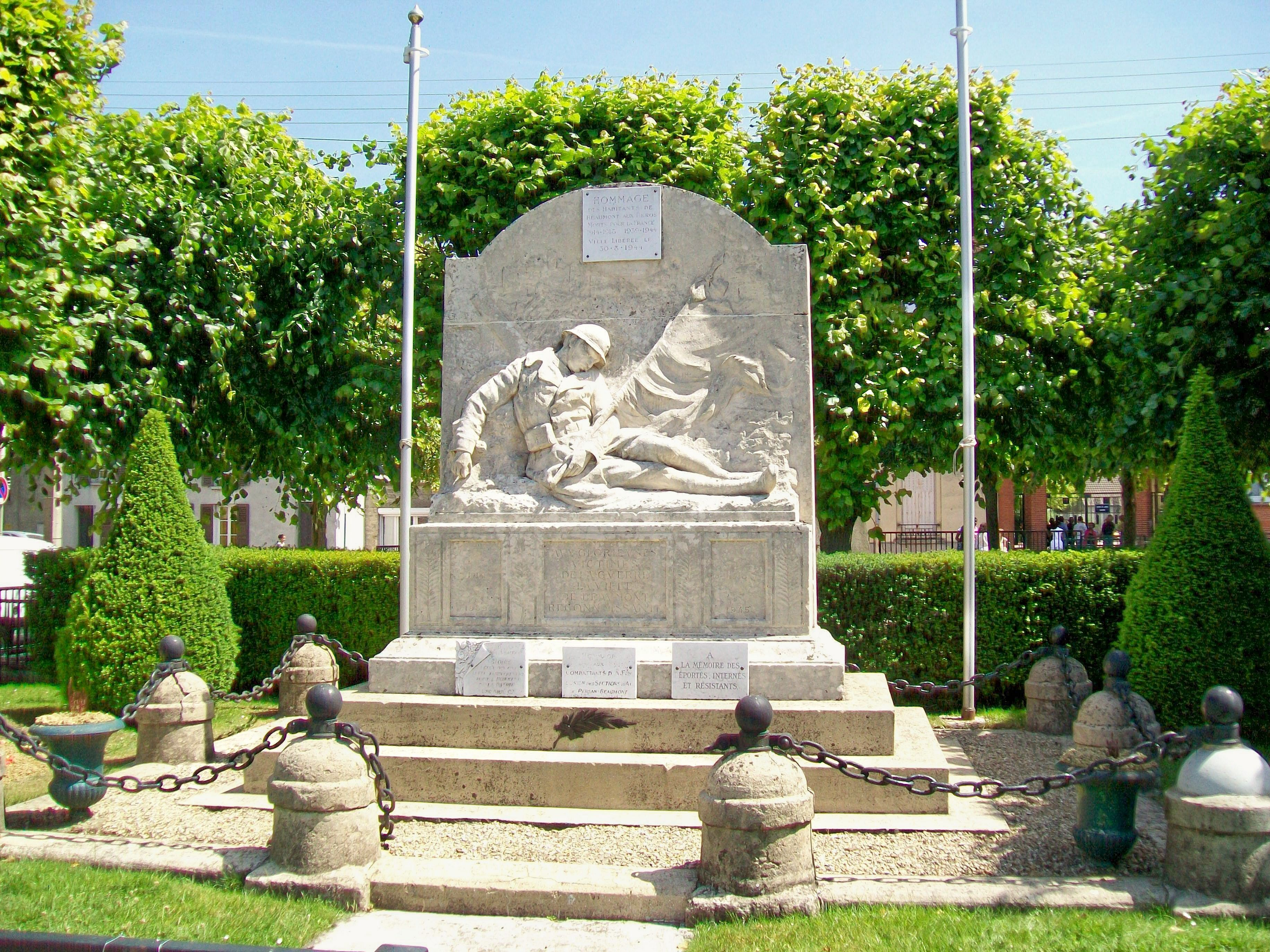

- A prefeitura da cidade velha, da primeira metade do século XIX, place Gabriel-Péri na cidade velha : é um edifício bastante sóbrio de estilo clássico, com piso com tetos altos e um mezanino. O pequeno campanário no topo do telhado, o relógio e a varanda no meio do chão ainda facilitam a identificação do antigo uso deste edifício emblemático. A prefeitura se mudou para suas instalações atuais do "Castel Fleuri" em 1947, e a antiga prefeitura agora serve como a biblioteca municipal.
- Uma casa velha (8, rue Albert-Ier) apresenta seus cubículos de madeira; data do século XVI.
- Os restos do anfiteatro galo-romano no sítio do liceu Evariste-Galois.
- A fachada do hospital Saint-Paul, em 1897, rue Hadancourt / rua-Edmond-Turcq foi projetada pelo arquiteto Prevost. O hospital foi ampliado em 1930/31[18] e, em seguida, atualizado, sucessivamente, para se tornar o atual "Centre hospitalier intermunicipal des Portes de l'Oise".
- O monumento aos mortos e vítimas de duas guerras mundiais, o lugar Guy-Môquet foi construída após a Primeira Guerra Mundial, em 1920, e depois adaptado para o resultado da Segunda Guerra Mundial.
- Um menir de cerca de três metros de altura, rue Alphonse-Louis Roussel (D 85), na saída da cidade em direção a floresta de Carnelle.
- O lago de Beaumont-sur-Oise, disse lago de cimentos, é a propriedade de cimento Calcia.[19] Uma área de trinta hectares e uma profundidade de trinta metros (único na Île-de-France), o lago corresponde à atualização da napa freática em uma pedreira de giz. Sua escavação tem sido feito no início do século XX para fornecer energia para uma fábrica de cimento.[20] A água apareceu nos anos de 1930 e 1950 o lago estava na metade de um site até ao final da década de 1960 tendo seu atual dimensões. A operação foi encerrada em 1968. Desde então, o sítio voltou ao natural, e abriga uma grande biodiversidade. O conselho da cidade desejava encher o lago e desenvolver o site[21] Desde 2014, o sítio é propriedade e operado pela federação nacional de mergulho, que limpou o local com a ajuda de voluntários.

### Personalidades ligadas à comuna
- Pierre-Jean Herbinger (1899-1972), oficial da inteligência da França Livre durante a Segunda Guerra Mundial, fundador e líder da rede Mitrídates, Companheiro da Libertação;[22]
- Pierre Pucheu (1899-1944), secretário de Estado e ministro do Interior no governo de Vichy;
- Penélope Bonna (1988), judoca campeã Europeia de 2011;
- Presnel Kimpembe (1995), jogador de futebol do Paris Saint-Germain FC.